# Еберхард Фридрих фон Найперг
Еберхард Фридрих фон Найперг (на немски: Eberhard Friedrich Freiherr von Neipperg; * 17 февруари 1655; † 10 август 1725) е фрайхер и господар от род Найперг от Швабия, императорски фелдмаршал в Австрия.

## Произход
Той е син на издигнатия на фрайхер Еберхард Вилхелм фон Найперг (1624 – 1672) и съпругата му Маргарета Елизабет фон Щерненфелс. Внук е на Лудвиг Кристоф фон Найперг цу Швайгерн (1589 – 1635) и Мария Магдалена фон Геминген (1596 – 1635). Брат е на Хелена Мария фон Найперг (1665 – 1733), омъжена на 17 октомври 1681 г. за Райнхард фон и цу Масенбах.
Резиденцията на фамилията от 12 век е замък Найперг, днес в Бракенхайм в Баден-Вюртемберг.
Синът му, фелдмаршал Вилхелм Райнхард фон Найперг, е издигнат на граф на 5 февруари 1726 г. и от 1753 г. е рицар на австрийския Орден на Златното руно.

## Фамилия
Първи брак: с Маргарета Лукреция фон Хорнберг (* 1660; † 12 юни 1686), дъщеря на Райнхард фон Хорнберг (1619 – 1677) и Анна Агнес фон Бузек, преим. фон Мюнхен (1623 – 1671). Те имат децата:
- Вилхелм Райнхард фон Найперг (* 27 май 1684, Швайгерн; † 26 май 1774, Виена), от 1726 г. граф, фелдмаршал, женен на 24 април 1726 г. във Виена за графиня Мария Франциска Терезия фон Кевенхюлер-Франкенбург (* 8 ноември 1702; † 1 септември 1760)
- Йохана Фридерика фон Найперг (* 25 май 1685; † 4 май 1715, Кирххайм), омъжена на 4 април 1712 г. във Франкфурт на Майн за Ернст Хайнрих фон Баумбах († 1728)

Втори брак: на 2 февруари 1690 г. с Ева Доротея Грек фон Кохендорф (* 25 декември 1669, Кохендорф; † 11 октомври 1731), дъщеря на Йохан Волф Грек фон Кохендорф и Мария Амалия фон Елрихсхаузен. Те имат децата:
- Магдалена Юлиана фон Найперг (* 3 март 1691, Щутгарт; † 8 март 1780), омъжена на 18 февруари 1711 г. за фрайхер Йохан Фридрих фон Елрихсхаузен († 24 май 1723)
- Георг Фридрих (* 5 март 1692; † 10 юни 1710
- Мариана Елизабет фон Найперг (* 28 януари 1693; † 28 юни 1740, Еслинген), омъжена на 18 юни 1712 г. за фрайхер Йохан Райнхард фон Метцинген (1683 – 1735)
- Еберхард Лудвиг (* 10 май 1694; † 10 май 1701)
- Еберхардина Доротея фон Найперг (* 14 юли 1695; † 1760), омъжена I. на 1 юли 1717 г. за Кристоф Албрехт фон Ауершперг (* 1689; † 24 август 1717), II. 1720 г. за фрайхер Карл Лудвиг фон Шпигел-Дезенберг († 1742)
- Фридерика Доротея (* 24 ноември 1696), омъжена 1720 г. за фрайхер Волфганг Зигмунд фон Якстхайм
- Фридрих Вилхелм (* 28 януари 1699; † 1729, Белград)